# Temps mort (roman)
Pour les articles homonymes, voir Temps mort (homonymie).
Temps mort (One False Move) est un roman policier américain écrit par Harlan Coben en 1998. C'est le cinquième roman de cet auteur dont le héros est Myron Bolitar.
Le roman est traduit en français en 2007.

## Résumé
Myron Bolitar doit surveiller de près Brenda Slaughter, fille de l'ancien mentor de Myron au basket et grand espoir du ballon orange, qui se sent menacée. Son père n'a pas donné signe de vie depuis une semaine, depuis la violente dispute qu'il a eu avec sa fille qui voulait prendre un agent sportif.
En recherchant son père Horace Slaughter, elle va faire remonter à la surface une vieille histoire de suicide en la personne de Elisabeth Bradford, l'ex femme d'Arthur Bradford, un politicien qui ne recule devant rien pour arriver à ses fins. Est-ce vraiment un suicide ?
La mère de Brenda, Anita, avait disparu quelque temps après avoir découvert le corps de sa patronne. Est-ce là aussi une coïncidence ?
Et tante Mabel Edwards, si douce et si prévenante envers tous ceux qui ont malheureusement disparu depuis, ne détient-elle pas des éléments qui permettraient à Myron d'accélérer l'enquête et ainsi de préserver la vie de Brenda ?
Myron n'est pas au bout de ses peines : Arthur Bradford le menace ouvertement pour qu'il cesse de fouiner, et Horace est retrouvé mort.

## Personnages
- Myron Bolitar : agent sportif et fondateur de MB Sport, c'est un ancien basketteur de haut niveau. Il a dû arrêter sa carrière à la suite d'une blessure au genou. Ancien agent du FBI, il a son diplôme d'avocat et est spécialiste des arts martiaux.
- Windsor Horne Lockwood III surnommé « Win » : ami  depuis le lycée avec Myron. Ils font équipe pour les enquêtes. Féru d'arts martiaux, il aime la justice et peut se montrer violent envers ceux qui ne la respectent pas.
- Esperanza Diaz : ancienne catcheuse professionnelle sous le nom de « Petite Pocahontas », d'origine hispanique, elle est petite et athlétique. Elle est l'amie et la secrétaire de Myron. Elle suit des cours du soir pour devenir avocate.
- Big Cindy : amie de Espérenza, ancienne catcheuse professionnelle sous le nom de « Big Mama ». Un mètre quatre-vingt-dix pour cent cinquante kilos. Elle va aider au secrétariat  Esperenza quand celle-ci a trop de travail.
- Brenda Slaughter : est un jeune espoir du basket féminin, noire, d'allure athlétique, mesurant un mètre quatre-vingt-dix. Sa mère a disparu quand elle n'avait que cinq ans.
- Arthur Bradford : politicien qui se présente pour le poste de gouverneur du New Jersey. Il a un passé douteux et détient un lourd secret.

## Éditions imprimées
Édition originale en anglais
- (en) Harlan Coben, One False Move, New York, Delacorte Press, 11 mai 1998, 322 p. (ISBN 978-0-385-32369-7, LCCN 97051206)

Éditions imprimées en français
- Harlan Coben (trad. de l'anglais par Paul Benita), Temps mort [« One False Move »], Paris, Fleuve noir, coll. « Noirs », 29 août 2007, 343 p. (ISBN 978-2-265-07674-7 et 2-265-07674-0, BNF 41105480)
- Harlan Coben (trad. de l'anglais par Paul Benita), Temps mort [« One False Move »], Paris, Pocket, coll. « Thriller », 11 septembre 2008, 376 p. (ISBN 978-2-266-18528-8 et 2-266-18528-4, BNF 41326341)

## Livre audio en français
- Harlan Coben (auteur), Véronique Groux de Miéri (conarratrice) et José Heuzé (conarrateur) (trad. Paul Benita), Temps mort [« One False Move »], La Roque-sur-Pernes, Éditions VDB, coll. « Thriller », 1er mars 2008 (ISBN 978-2-84694-629-2)Support : 1 disque compact audio MP3 ; durée : 9 h 58 min environ.